# Magic (píseň, B.o.B)
Magic je píseň americké hip-hopového zpěváka B.o.B. Píseň pochází z jeho debutového studiového alba B.o.B Presents: The Adventures of Bobby Ray. Produkce se ujal producent Dr. Luke. S písní mu vypomohl americký zpěvák Rivers Cuomo člen americké rockové skupiny Weezer

## Hitparáda
| Země           | Umístění |
| -------------- | -------- |
| Austrálie      | 5        |
| Kanada         | 17       |
| Nový Zéland    | 6        |
| USA            | 10       |
| Velká Británie | 16       |